# Hamataliwa floreni
Hamataliwa floreni là một loài nhện trong họ Oxyopidae.
Loài này thuộc chi Hamataliwa. Hamataliwa floreni được Christa L. Deeleman-Reinhold miêu tả năm 2009.